# Saint-Malo
Saint-Malo (bretonsk: Sant-Maloù) er en bykommune på nordøstkysten af Bretagne i Frankrig. Den er sous-préfecture under departementet Ille-et-Vilaine. Selve byen har ca. 50.000 indbyggere, der stiger til nær 200.000 i turistsæsonen. Med forstæder: 135.000.

## Historisk
Omkring ca. år 1000 var stedet en ø hvor Skt. Aaron og Skt. Brendan grundlagde et kloster, hvor en af munkene senere blev til Skt. Malo. Deraf navnet.

## Billeder
- Saint-Malo fra syd med havn og den gamle bydel med de mægtige bymure (2017)
- Distrikterne la Cité med Cap-Hornier og les Corbières i Quai Sébastopol (2017)
- Grand Aquarium, Saint Malo (2017)